# 阿蘭陀宿
阿蘭陀宿（おらんだやど）は、江戸時代の宿屋。オランダ商館の Capitão（カピタン）が、江戸参府の際に滞在した宿泊所である。

## 概要
オランダ東インド会社の代表として来日したオランダ商館長のカピタンは、貿易業務を終えた後の閑期に、対日貿易の継続・発展を願う「御礼」のため江戸へと旅立った。これがカピタン江戸参府である。
カピタンの江戸参府は往路・復路とも何日もかかるが、その際に利用する大多数の宿には、一時休憩もしくは一泊するだけであった。これらは大名の参勤交代に準じ、各宿場の本陣や脇本陣を利用する場合が多かった。それに対し、江戸・京都・大坂・下関・小倉の5都市では、往路・復路ともカピタン一行が数日間止宿することが認められていた。この5都市の定宿が阿蘭陀宿である。オランダ人を訪問できたのは当初は諸大名や大官のみだったが、やがて蘭学者たちも訪問するようになり、鎖国体制下の日本において阿蘭陀宿は日蘭両国の交流と情報交換が可能な数少ない場を提供した。
- 江戸 - 長崎屋源右衛門
- 京都 - 海老屋村上氏
- 大坂 - 長崎屋為川氏
- 下関 - 伊藤家、佐甲家
- 小倉 - 大坂屋宮崎氏

阿蘭陀宿は、カピタンが江戸参府をした時期のみ一行を宿泊させた副業であり、本業は別にあった。家作はあまり大きくないところが多く、収容しきれない人員は周辺の旅籠・茶屋・寺院を一時的に借り受けることとなった。各宿は、お互いに連携を密にして情報交換に努め、家業や収入をめぐって相互援助もしていた。阿蘭陀宿は、各都市の町奉行の支配・監督を受けたが、同時に長崎での貿易利益の配分を受用している関係から長崎奉行の監督も受ける立場であった。そのため、相続・家業引き継ぎ・焼失した家屋の再建願いなどは、江戸の長崎屋であれば江戸の町奉行に、京都の海老屋は京都町奉行に許可を願うと同時に長崎奉行からも許可を得る必要があった。
なお、寛政2年（1790年）から貿易の半減商売令に伴ってカピタンの江戸参府が4年に1度と改定されてからは、参府の無い年は大通詞と小通詞が献上物を持参して代礼をしたが、その時にも通詞たちは阿蘭陀宿に宿泊しており、長崎の町年寄も御用で出府する際には阿蘭陀宿を定宿とした。

## 定式出入商人
市中へ自由に出歩くことのできないカピタンが、日本の土産品を入手したいと考えた時のために阿蘭陀宿に様々な品を売り込みに来る商人を「定式出入商人」と呼ぶ。江戸の長崎屋と京都の海老屋には、定式出入り商人のリストが現存しており、それらの商人たちの多くは宿に比較的近い場所で呉服物・金物・食器・喫煙具・文房具といった日用品・工芸品などを扱っている者たちで、生鮮食品などの生物（なまもの）や菓子類を売る商人は含まれなかった。ただ、彼らが直接商品をオランダ人の部屋へ持参することは許されず、付き添いの役人を通して差し出されることになっていた。

## 阿蘭陀宿の収入

### 貿易配分銀
長崎の地で海外貿易を取り仕切る機関である長崎会所は、貿易によって得た利益を箇所銀・竈銀として地元長崎の住民に配分していたが、「江戸・京・大坂・下関・小倉阿蘭陀宿六人」に対しても配分銀を渡している。それらの内訳は、以下の3つとなっていた。
1. 紅毛宿礼 - 京都の海老屋への宿礼の支払いは、大坂の銅座経由で為替送金による決済で行われていた。
2. 賄料 - 長崎から随行する諸役人や人夫の宿泊料。
3. 受用銀 - 会所から支給される役料。カピタンの参府が無い年は減額とされている。

### 送り砂糖
阿蘭陀宿は、焼失した宿の再建費などの名目で、オランダ商館から助成を受けていた。これはオランダ側の重要な輸出品の1つである砂糖を阿蘭陀宿に届け、その売却益を受けるという形で行われ、これを送り砂糖といった。江戸の長崎屋は再建資金の確保のため何度も送り砂糖を受取り、その他の地の阿蘭陀宿も類焼した際に送り砂糖によって再建の支援をしてもらっていた。

### 為買反物
カピタンは江戸参府の際に、「献上物」として将軍や将軍世氏に贈り物をし、老中・若年寄・側用人などの幕府高官にも「進物」と呼ぶ贈り物をしていた。それ以外にも警固の検使や江戸番通詞、それに各町の阿蘭陀宿にも若干の品々が贈られた。それらの献上物・進物の残品は阿蘭陀宿で買い取っていた。買取品の反物を「為買反物（かわせたんもの）」または「御買せ反物」という。献上物や進物は、本来は必要な分だけ持参すべきであるが、道中なんらかの理由で破損・紛失する可能性があるので、その予備のためカピタンたちは余分の品を江戸まで持ち込む。そしてそれらを旅費の一部にあてるという名目で販売の許可をもらっていた。それがやがて習慣化・制度化されていき、オランダ商館の帳簿にも計上されるようになった。
為買反物は、進物を贈られた幕府高官たちや江戸・京都・大坂・小倉の阿蘭陀宿に、市価の5割増で買い取られ、それらはさらに買い値の3倍強で売払われる。幕府高官の受けた進物や調い品、それに江戸・京都・大坂の阿蘭陀宿がオランダ人から受けた進物も、江戸の定式出入り商人の1人・越後屋に売り払われ、越後屋によって江戸の市中へ小売された。京都・大坂の阿蘭陀宿は江戸の長崎屋に為買反物の販売を委託し、売り上げ代金を江戸の長崎屋から大坂の長崎屋為川へ為替手形で送って決済された。阿蘭陀宿のなかでも、江戸の長崎屋はもっとも多くの為買反物の買取・販売を行い、京・大坂の阿蘭陀宿から販売の手数料も得ていた。これらは大きな利をもたらしたが、そのほとんどが借財の返済に費やされており、長崎屋は常に「難渋」を訴え続けていた。

## 江戸
江戸でのカピタンの宿泊所は、江戸の日本橋にある本石町三丁目の長崎屋源右衛門方である。元来、ポルトガル人の宿を務めていたが、オランダ商館長の江戸参府が定例化した寛永18年（1641年）から「御用」を勤めるようになったという。参府旅行の最終目的地である江戸の阿蘭陀宿を務める長崎屋には、カピタン一行の宿泊所提供以外にも様々な役割が課されていた。
長崎屋の本業は薬種屋であり、享保20年（1735年）3月17日に設置された唐人参座の座人を命じられて以来、広東人参の販売に従事し、「明和年中」からは「和製龍脳売払取次所」を営む。さらに安政5年（1858年）10月からは勘定奉行から「蕃書売捌所（ばんしょうりさばきしょ）」を命ぜられ、長崎からの輸入蘭書の販売も行うようになった。また、江戸町年寄の樽屋藤左衛門の記録では、安政5年から「蕃書」だけでなく「西洋銃」の「入札払」いもしていたという。
文政5年（1822年）のヤン・コック・ブロムホフの江戸参府に随行したフィッセル (Fisscher,Johan Frederik van Overmeer) の記述によれば、カピタンは2階の4つの部屋を与えられ、そのうち2つをカピタンが使い、随行の書記官と医師が共同で一部屋に泊まった。残る一部屋にはオランダの椅子や机、絨氈に若干の小家具を置いてヨーロッパ風に設えて、訪問者の応接のために使用された。
江戸の長崎屋では、普請役2名と南北両町奉行所の同心各1名の計4名が、オランダ人到着前に各部屋や倉庫（蔵）、門に至るまで見分した。そしてオランダ人一行の逗留中は、この4人が常時詰めて、取締りと警備に当たった。付き添いの人たちは随行してきた検使の指示を受け、その検使は普請役に指図を受け前例の無い事柄は勘定所に伺いを立てて指図を受けることになっていた。町奉行所の同心は門の出入りや部屋の見廻りを行い、不取締りがあれば奉行所へ申し立て、指図を受けるというように、逗留中の一行は役人の厳しい監視下に置かれていた。オランダ人たちの滞在中、長崎屋の門は朝六ツ時（午前6時）に開け、晩の五ツ時（午後8時）に閉門、夜の九ツ時（午前0時）に施錠し、鍵は同心が預かる決まりになっていた。門には赤・白・青の三色の幕が張られ、その白布の部分の中央には「NVOC」の紋が染め出されていた。
カピタン一行が長崎から運んできた献上物・進物と、その返礼である「被下物（くだされもの）」の保管も長崎屋の役目であった。しかし、長崎屋がある江戸の日本橋界隈は火災が頻発し、それに伴い家屋は何度も類焼してきた。そこで献上物の保全のため、一行が江戸に到着した日に幕府の御納戸へ仮納めするという方法がとられた。江戸在府の長崎奉行が「伺」を出し、江戸城本丸と西丸、それぞれの御納戸頭から差し支えなしと許可を得て仮納めされた。
江戸城での拝礼が終わって退出した後、カピタン一行は「廻勤」という老中以下幕府の重職の役宅に御礼のあいさつ回りを行うが、この廻勤には通詞とともに長崎屋源右衛門が随行し、先導を務めた。

## 京都
京都の阿蘭陀宿・海老屋は「川原町通三条下（くだ）ル町」にある建物で、八畳間さえ持たない小部屋ばかりの宿だった。
京都所司代や東・西京都町奉行への書類の提出、大坂の阿蘭陀宿長崎屋や蹴上宿の弓屋への挨拶など、カピタン一行を迎える際には様々な仕事を務めた。
海老屋村上氏は
- 初代 村上文蔵（宝暦9年（1759年） - 明和7年（1770年）） - 宝暦7年正月に輸入薬の販売業を開始。同9年、広野与右衛門の病没後に海老屋の業務を引き継ぎ、京都の阿蘭陀宿を務める[7]。
- 2代目 村上文蔵（明和7年 - 寛政5年（1793年）） - 前名・弁蔵。
- 3代目 村上専八（寛政5年 - 文政9年（1826年））
- 4代目 村上等一（文政9年 - ？）
- 5代目 村上乙次郎（幕末 - 明治初頭） - 前名・壮二郎。

以上の5代にわたって京都の阿蘭陀宿を務めた。村上氏の前は、海老屋与右衛門こと広野与右衛門が阿蘭陀宿を営業していたが、広野氏がいつ頃から宿を務めていたかは不明である。
献上品・進物の他、江戸参府一行の荷物は高瀬舟によって運び込まれ、それを近くにある自宅の土蔵に収納した。収納しきれない荷物は、付近にある何軒かの商家の蔵を借用して保管をした。
海老屋村上氏は阿蘭陀宿の他に「龍脳取次所」という売薬業を営んでいた。龍脳はオランダから輸入される薬品の1つで、他に「おらんだ伝方風薬」「おらんだテリヤーカ」「荷蘭伝方ピルガジイ」「おらんだホルト油薬」「ボウトル」「カンウンテン」「指薬」「干牛丸」などの薬も扱っており、これらは全てオランダから輸入された薬品がその成分に含まれているものである。宝暦7年から始められた売薬業は、明治9年（1876年）1月に廃業している。
カピタンや通詞は、京都ではなはだ不取締りで慎みの「薄キ姿」となっており迷惑を蒙っていると、海老屋4代目当主の村上等一は綴っている。これは、江戸の長崎屋では役人たちの監視が厳重で、大坂では銅座役人がいることから、カピタンも随行の通詞も行いを慎むものだが、京都の阿蘭陀宿にはそのような監視の目は無いこと、海老屋は長崎会所やオランダ商館から資金面で様々な支給を受けていたことなどが彼らの行いに目をつぶらなければならなかった理由と考えられている。
天明8年（1788年）正月30日に発生した天明の大火は京都の町を焼き尽くし、海老屋もまた全焼した。宿の再建も果たせない内から、カピタンの宿泊所の確保のため、寺院や旅籠を借り受けるために主人が奔走している。なお、焼失した海老屋の再建がなったのは、文化2年（1805年）から翌3年（1806年）頃とされる。しかし、もともと海老屋の家作は小さく、大火で家屋が焼失した時期以外でも、一行のほとんどは近隣にある旅宿や茶屋などに泊めることになり、三条大橋界隈に宿泊先を用意することが多かった。

## 大坂
大坂の阿蘭陀宿を務める「長崎屋為川氏」である。この為川氏は、大坂の銅座責任者を務める人物であり、本陣も務めていた。
カピタンは江戸参府を終えた後の帰路、大坂の住友（泉屋）銅吹所を見学することが慣例化していた。

## 下関
下関では、他の4都市と違い、同地の大町年寄（大年寄）の伊藤家と佐甲（さこう）家が交替で屋敷を宿泊施設として使用した。両家ともオランダ趣味旺盛な人物で、交代で阿蘭陀宿を務めてカピタンを歓待し、訪問期間には阿弥陀寺などの寺社見物をするのが例であった。シーボルトが宿泊した佐甲家は海岸通りのすぐ近くの南部町にあった。
両家に宿泊したカピタンたちは、「その主人は日本流の甚だ立派なる家に住す」と伝えており、「彼らは浜辺にわれらを出迎えて、その家までわれらに随伴し、われらの滞留を慰めんとて歓待」した。滞留中に見物した神社仏閣は、阿弥陀寺・極楽寺・神宮寺・八幡社・稲荷神社・教法寺・大陸寺・酉谷（ゆうこく）寺・光明寺・永福寺・東光寺・福善寺があり、文政5年（1822年）カピタン・ブロムホフに随行したフィッセルも「此町は海に臨み、殊に阿弥陀寺を以て知らる」と述べている。
文政5年にブロムホフに宿を提供した伊藤杢之丞は、ファン・デン・ベルフ (Van Den Berg) というオランダ名を持ち、オランダ語は全く話せないながら、オランダ風俗をよく知り、様々なオランダの器物を買い集めて一室に収蔵していた。彼のオランダ名は、以前ヘンドリック・ドゥーフがつけてくれたもので、佐甲家に宿泊したシーボルトを訪問した際、オランダ名の書かれた名刺を出して挨拶したという。収集物の中には、非常に古く年代不明の物や奇異な物もあり、ブロムホフ一行が持参している食器戸棚の到着が遅れた滞在初日の昼にはこれらの器物を出してきて食事の用を足した。杢之丞は、機嫌の良い時はオランダの衣服を着て現れたが、その姿は彼の収集品よりも「更に奇怪」だったという。
杢之丞が、シーボルトを自宅に招いた際には、ヨーロッパ風の家具を置いた部屋に洋装でシーボルトを出迎えた。この衣裳はドゥーフが江戸城で将軍に謁見した際に着用していたもので、ドゥーフから譲り受けたという。家族総出でオランダ風の劇を演じ、琴や舞、手品に船頭の唄など様々な余興でもてなした後、別室にシーボルトを招いて多くの収集品を披露した。
伊藤家には、海外の収集品の他にも、ヤン・フレデリク・フェイルケ (Jan Frederik Feilke) による富士山の墨絵『富嶽図（ふがくず）』も残されている。
佐甲家の甚右衛門も杢之丞と同様、カピタンスチュルレルからファン・ダーレン（van Daalen）というオランダ雅名をつけてもらい、舶来品を多く収集していた。

## 小倉
小倉の阿蘭陀宿である大坂屋は、大橋（現・小倉市内の常盤橋）を渡って東側、すぐのところにあり、東橋本角に350坪の屋敷を構え、酒造業を営んでいた。大坂屋の門前にある大橋との間の広場は、「東勢溜（ひがしせいだまり）」と呼ばれ、カピタンたち一行を見物するため、大勢の群衆がここに集まった。
大坂屋宮崎方には、他の阿蘭陀宿同様、オランダ人一行は幾日か滞在した。長崎街道の終点であるこの地から、カピタンは出島の留守役に手紙を出して道中の経過を報告する定めであった。